# Cachelo

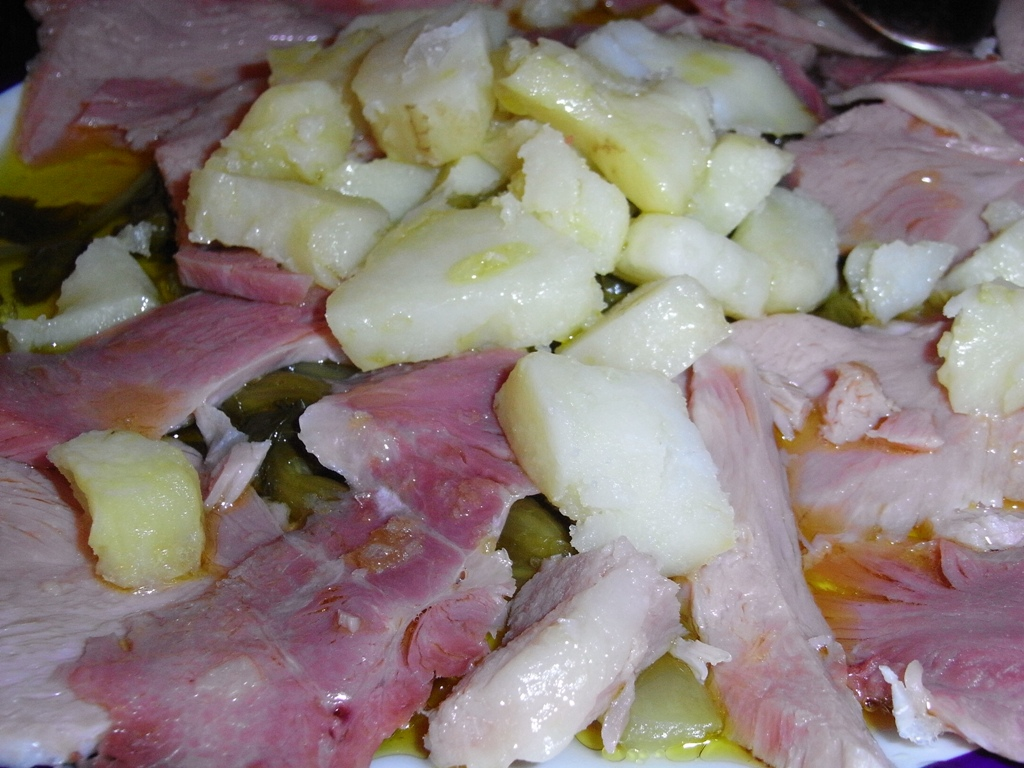
Lacón con patatas.

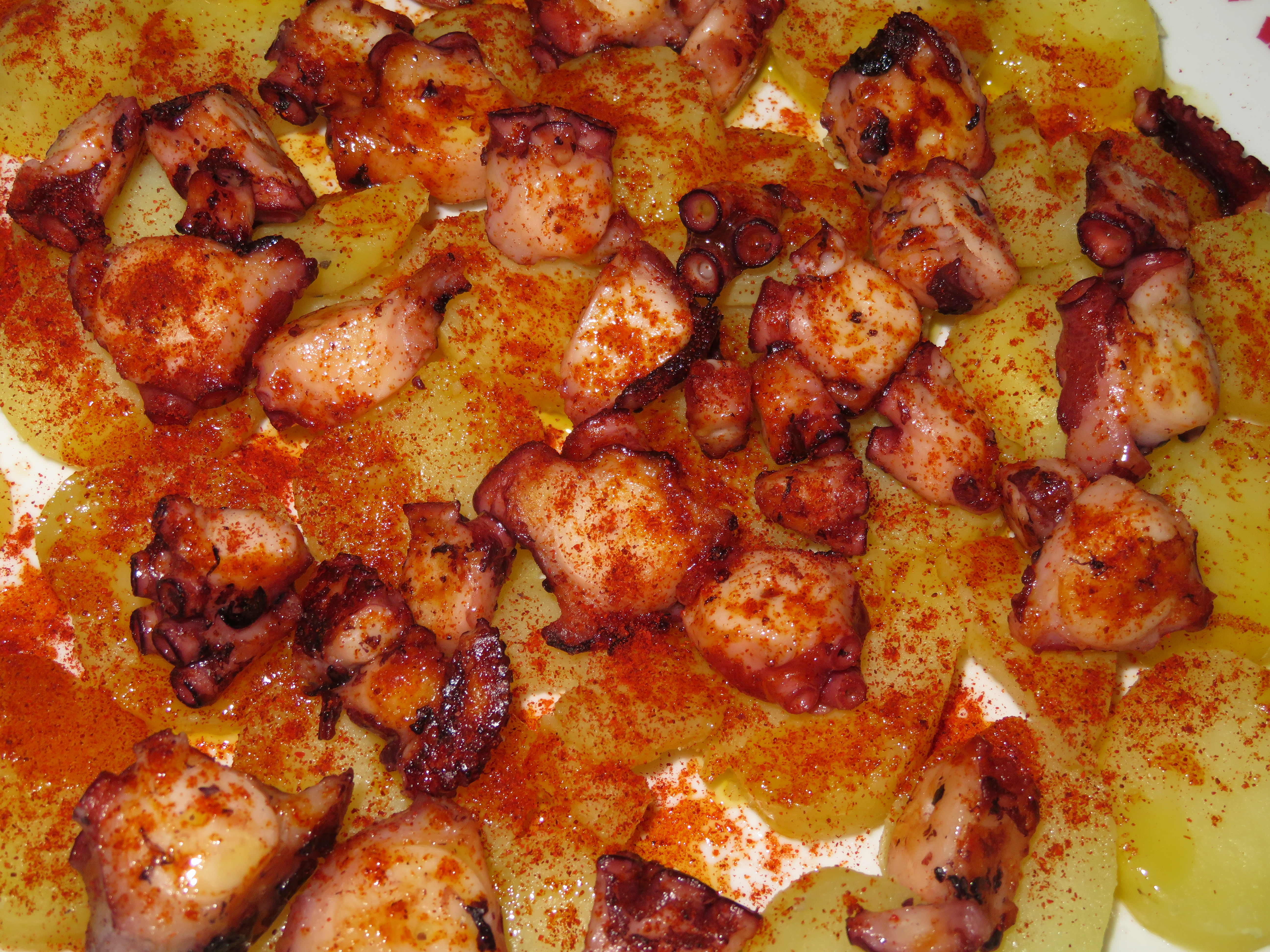
Pulpo a la gallega con cachelos

Cachelo es la denominación dada a la patata cocida en algunos lugares de España, en especial en Galicia y en las comarcas de El Bierzo (León) y Sanabria (Zamora). En otros lugares, dependiendo del tamaño de la patata y la preparación, recibe otros nombres.

## Características
Son patatas cocidas con sal y laurel, enteras o cortadas parcialmente a cuchillo en pedazos irregulares. El modo de prepararlos está descrito en la obra de Manuel María Puga y Parga, conocido por su pseudónimo de Picadillo. Se le puede, y de hecho se hace habitualmente, añadir pimentón y aceite de oliva. Acompañan muchos platos, como pulpo o sardinas, pero sirven de guarnición para cualquier plato.
El corte de las patatas debe hacerse escachado, es decir: no cortado totalmente con cuchillo sino dejando que la patata se parta parcialmente por donde ella quiera. El hecho de cocerla de esta forma le aporta un sabor característico distinto de la propia patata cocida y pelada, o de la patata cortada completamente a cuchillo. Las patatas más utilizadas en Galicia para la elaboración de los cachelos son las propias de la Tierra Llana y de la comarca de Villalba, además de la comarca de La Limia, en la provincia de Orense.
Según el DRAE, los cachelos (pl.) son "trozos de patata cocida que se sirven acompañando a carne o pescado".